# Paul Jackson (musicien)
Pour les articles homonymes, voir Paul Jackson et Jackson.
Paul Jackson, né le 28 mars 1947 à Oakland en Californie et mort le 18 mars 2021 au Japon,, est un bassiste américain de jazz-funk.

## Biographie
Dans les années 1970, Paul Jackson fut très vite propulsé par son talent et ses rythmiques endiablées, grâce auxquels il viendra à collaborer avec de nombreux artistes tels que Harvey Mason ou Carlos Santana.
Il est le créateur d'une des lignes de basse révolutionnaire Chameleon dans l'album Head Hunters d'Herbie Hancock. Une autre ligne de basse remarquable figure dans la version funk de Watermelon Man dans le même album, une ligne avec des accords de 3 notes, peu fréquents sur cet instrument, relativement monodique… Il est surtout connu pour sa carrière au sein du groupe The Headhunters. Ce qui ne veut pas dire que le reste est insignifiant, bien au contraire. Ce n'est d'ailleurs pas un hasard si on le retrouve bien souvent aux côtés de Herbie Hancock dans plusieurs des albums de ce dernier.
Souvent accompagné du batteur Mike Clark, lui aussi membre des The Headhunters, pour petit à petit remplacer définitivement « Harvey Mason », on retrouve fréquemment les deux musiciens en étroite collaboration, notamment ces dernières années où l'on aura vu la sortie de l'album The Funk Stops Here alliant tout le savoir-faire des deux compères.

## Discographie

### Albums solo
- 1979 : Black Octopus (Toshiba EMI/Platform)
- 1992 : Mike Clark & Paul Jackson The Funk Stops Here (Enja)
- 2001 : Clark/Jackson/Wagnon Conjunction (Buckyball)
- 2005 :
  - Strandberg Project feat. Paul Jackson (Schoots)
  -  Funk On A Stick (Backdoor)

### Avec The Headhunters
- 1975 : Survival of The Fittest (Arista)
- 1977 : Straight From The Gate (Arista)
- 1998 : Return Of The Headhunters (Verve)
- 2003 : Evolution Revolution (Basin Street Records)
- 2005 : Rebecca Barry & The Headhunters (LMF)
- 2008 : On Top, Live in Europe

### Avec Herbie Hancock
- 1973 : Headhunters (Columbia)
- 1974 :
  - Thrust (Columbia)
  - Death Wish (Sony)
- 1975 :
  - Man-Child (Columbia)
  - Flood (Sony)
- 1976 :
  - Secrets (Columbia)
  -  V.S.O.P. (Columbia)
- 1978 : Sunlight (Columbia)
- 1979 :
  - Direct Step (Sony)
  - Kimiko Kasai Butterfly (Sony)
- 1980 : Mr. Hands (Columbia)